# 薇鶯
薇鶯（1985年9月28日—）本名阮美鶯，越南平顺省潘切市人，女歌手、演員。到胡志明市接受高中教育，準備出國留學，因偶然的機會通過音樂學院考試而進修鋼琴和聲樂。代表作有《細雨濛》（翻唱自《赤道和北極》）、《我很想你》（榮登2010年綠波獎十大歌曲）。

## 外部連結
- 韋鶯 （页面存档备份，存于）